# Taurus Model 82
O Taurus Model 82 é um revólver fabricado pela Taurus de armação média, 6 tiros e que utiliza munição .38 Special. Algumas variações do Model 82 apresentam um cordão para prender o revólver. O revólver é uma cópia do Smith & Wesson Model 10, que foi o pilar das agências policiais nos Estados Unidos.

## Uso
O Model 82 é a arma padrão da Polícia Nacional da Indonésia e usada com munição calibre .38 fabricada localmente pela Pindad.
No Brasil, foi a arma de fogo padrão da polícia por muitos anos, mas foi substituída por pistolas .40 S&W (também fabricadas pela Taurus) nos últimos anos. No entanto, ainda é utilizada por empresas de segurança privada e guardas municipais. Carabineros de Chile, a polícia uniformizada chilena, também usa o Taurus 82 como arma padrão.

## Utilizadores
- Brasil;
- Chile: Carabineros de Chile;[3]
- Hong Kong: Força Policial de Hong Kong;
- Indonésia: Polícia Nacional da Indonésia.[2]